# Draskóczy Gyula
Draskóci Draskóczy Gyula (Harkács, 1824. május 30. – Pozsony, 1873. március 13.) földbirtokos, országgyűlési képviselő, Sopron vármegye főispánja, császári és királyi kamarás.

## Élete
Draskóczy Sámuel gömöri alispán és Ujházy Klementina fia volt. 1838-tól a rozsnyói evangélikus főgimnáziumban tanult; a bölcseletet Eperjesen végezte. 1848–1849-ben a szabadságharcban kapitány volt a Bocskay huszároknál. Pesten 1854. június 21-én feleség vette Jeszenák Alojziát (1831-1896). 1865-től 1868-ig mint gömör megyei képviselő az országgyűlésen tevékeny működést fejtett ki. 1871-ben Sopron megye főispánja lett; tetterejét a megye újraszervezésére szentelte, népnevelési célokra 1000 forintot adott.

## Munkái
Gazdasági cikkeket irt a Gazdasági Lapokba (1857. Fiók gazdasági egyletek, 1859. Még egy szó a trágyateregetés ügyében. 1862. Nehány szó az erdei gazdaság érdekében, ugyanaz az Erd. Lapokban is). Nyilt levele b. Podmaniczky Frigyeshez a Vadász és Versenylapban (1862.) jelent meg.